# المعهد الأوكراني
المعهد الأوكراني ( (بالأوكرانية: Український інститут)‏ هي وكالة حكومية أوكرانية تمثل الثقافة الأوكرانية. أسس مجلس الوزراء الأوكراني المعهد في عام 2017 وهو ينتمي إلى فرع إدارة وزارة الشؤون الخارجية في أوكرانيا. بدأ نشاطه الكامل في صيف 2018، بعد تعيين فولوديمير شيكو في منصب المدير التنفيذي للوكالة.

## المهام
تتمثل مهمة المنظمة في تعزيز المكانة الدولية والمحلية لأوكرانيا من خلال إمكانيات الدبلوماسية الثقافية.
ينقسم نشاط المعهد الأوكراني إلى قطاعات: السينما، والموسيقى، والفنون البصرية، والأدب، والفنون المسرحية، والمشاريع والبرامج الأكاديمية، ومشاريع وبرامج الصور، وتطوير الدبلوماسية الثقافية والبحث.

## أهداف
- زيادة الرؤية الدولية وتحسين فهم أوكرانيا بين شعوب الثقافات الأخرى.
- الترويج للغة والثقافة الأوكرانية دوليًا.
- دعم التنقل الدولي وتسهيل التبادل المهني ودعم مشاريع التعاون الدولي في الصناعات الإبداعية والثقافة والتعليم والعلوم.
- مشاركة التجربة الأوكرانية في تنمية المجتمع المدني وبناء الدولة والالتزام بمبادئ الحرية والديمقراطية والوحدة الوطنية

## نشاط
في عام 2019، نفذ المعهد 85 مشروعًا، بما في ذلك المهرجان الأوكراني للموسيقى المعاصرة في نيويورك، وعام الثقافة النمساوي الأوكراني 2019، وعروض الأدلة الصوتية باللغة الأوكرانية في المتاحف حول العالم، والحفلات الموسيقية، وفعاليات التواصل، إلخ.